# Kalati kánok listája

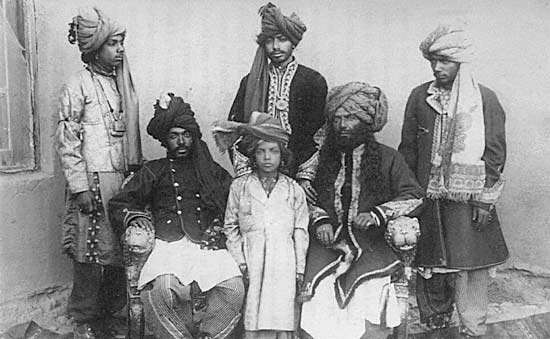
Kalat kánja fiaival

Kalat kánja vagy Khan-e-Qalat (beludzs خان قلات) a Kalati kaganátus uralkodóinak címe volt. Ma Kalat állam Beludzsisztán tartomány része, Pakisztánban. A kalati uralkodók először Akbar mogul sahnak, voltak alárendelve, aki Delhiből irányított, majd 1839 után a briteknek, végül 1948 óta, a pakisztáni kormánynak.
A kalati uralkodók eredetileg a vali (kormányzó arabul) címet viselték, majd 1739-ben felvették a begler beli kán címet, amit többnyire csak kánra rövidítettek. Az utolsó kalati kán egyben a Beludzsisztáni államszövetség uralkodói tanácsának elnöke is volt.

## Történelem
A kalati kánok egy beludzs hegyi törzs vezetői voltak és a Kambar (vagy Qumbar) nevet viselték. A törzset Szehva, Kalat rádzsája, egy hindu hercegi állam uralkodója, bérelte fel a fosztogató törzsekkel szemben, akik az országot Multánból, Sikarpurból és Felső Szindh térségéből veszélyeztették. Mir Kambar Beludzs csapatai sikeresen visszaszorították a behatolókat, de utána, megfosztották trónjától a rádzsát és Mir Kambar Beludzs lett az első vali.
| Hivatali idő                             | Kalat kánja |
| ---------------------------------------- | --- |
| 1512–1530                                | Mir Bidzsár Mirvani Beludzs kán |
| 1530–1535                                | Mir Zagár Mirvani Beludzs kán |
| 1535–1547                                | Mir Ibrahim Kambrani beludzs kán (királyi vezetéknevüket Mirvaniról Kambranira változtatták)                                                                                    |
| 1547–1549                                | Mir Gváram Kambrani beludzs kán |
| 1549–1569                                | Mir Hasszán Kambrani beludzs kán |
| 1569–1581                                | Mir Szandzsár Kambrani beludzs kán |
| 1581–1590                                | Mir Malúk Kambrani beludzs kán |
| 1590–1601                                | Mir Kambar Szani Kambrani beludzs kán |
| 1601–1610                                | I. Mir Ahmed Kambrani beludzs kán |
| 1610–1618                                | Mir Szúri Kambrani beludzs kán |
| 1618–1629                                | Mir Kaiszár Kambrani beludzs kán |
| 1629–1637                                | II. Mir Ahmed Szani Kambrani beludzs kán |
| 1637–1647                                | I. Mir Altáz Kambrani beludzs kán |
| 1647–1656                                | Mir Kacsi Kambrani beludzs kán |
| 1656–1666                                | II. Mir Altáz Szani Kambrani beludzs kán |
| 1666–1695                                | I. (III.) Mir Ahmed Kambrani beludzs kán (királyi vezetéknevét Kambraniról Ahmadzaira változtatta)                                                                              |
| 1695–1697                                | I. Mir Mehráb Ahmadzai beludzs kán |
| 1697–1714                                | Mir Szamandár Ahmadzai beludzs kán (Amir al-Umara emírek emírje) |
| 1714–1716                                | II. Mir Ahmed Ahmadzai beludzs kán |
| 1716–1731                                | Mir Abdullah Ahmadzai beludzs kán (Szirti sas és a Legnagyobb) |
| 1731–1749                                | Mir Muhabát Ahmadzai beludzs kán (beglar begi) |
| 1749–1794                                | I. Mir Mohamed Naszír Ahmadzai beludzs kán (nuri, gázi, a legnagyobb vali) |
| 1794–1817                                | I. Mir Mahmúd Ahmadzai beludzs kán |
| 1817–1839. november 13.                  | II. Mir Mehráb Ahmadzai beludzs kán |
| 1839–1841                                | Mir Sáh Navaz Ahmadzai beludzs kán |
| 1841–1857                                | II. Mir Naszír Ahmadzai beludzs kán, I. Mir Naszír Ahmadzai beludzs kán fia |
| 1857 – 1863. március                     | Mir Kudadad kán Ahmadzai Beludzs (első ízben); uralkodása idején hét nagyméretű és számos kisebb lázadás volt.                                                                  |
| 1863. március – 1864. május              | Mir Serdil kán Ahmadzai Beludzs (trónbitorló) |
| 1864. május – 1893. augusztus 15.        | Mir Kudadad kán (második ízben) |
| 1893. november 10. – 1931. november 3.   | II. Mir Mahmud kán Ahmadzai Beludzs |
| 1931. november 3. – 1933. szeptember 10. | Mir Mohamed Azám Dzsan kán Ahmadzai Beludzs |
| 1933. szeptember 10. – 1955. október 14. | Mir Ahmed Jár kán Ahmadzai Beludzs (első ízben); kikiáltotta az ország függetlenségét 1947. augusztus 5-én; beleegyezett a Pakisztánhoz való csatlakozásba 1948. március 30-án. |
| 1955. október 14.                        | Kalat állam baolvadt Nyugat-Pakisztánba |
| 1958. június 20.–1958                    | Mir Ahmed Jár kán Ahmadzai Beludzs (második ízben) |
| 1979 – máig                              | Mir Szulemán Davúd Dzsan (nem él Pakisztánban) |

## Lásd még
- Beludzsisztán, Pakisztán
- Kalat, Pakisztán
- Kalati kaganátus

## Külső linkek
- Kalati kánok családfája

## Fordítás
Ez a szócikk részben vagy egészben  a   Khan of Kalat című angol Wikipédia-szócikk fordításán alapul.  Az eredeti cikk szerkesztőit annak laptörténete sorolja fel. Ez a jelzés csupán a megfogalmazás eredetét és a szerzői jogokat jelzi, nem szolgál a cikkben szereplő információk forrásmegjelöléseként.